# Escut de Piles
L'escut de Piles és un símbol representatiu oficial de Piles, municipi del País Valencià, a la comarca de la Safor. Té el següent blasonament:
| « | Escut quadrilong de punta redona. En camp d'atzur, una torre d'or, maçonada i aclarida de sable. Per timbre, una corona reial oberta. | » |

## Història
L'escut fou aprovat per Resolució de 10 de febrer de 2011, de la Conselleria de Solidaritat i Ciutadania, publicada al DOCV núm. 6.462, de 17 de febrer de 2011.
L'escut fa referència a la torre de guaita de Piles, l'edifici més emblemàtic del municipi. Es tracta d'una construcció defensiva bastida vora mar per avisar dels atacs dels pirates barbarescos, ja esmentada al segle XVI.